# 한스외르크 부트
한스외르크 부트(독일어: Hans-Jörg Butt, 1974년 5월 28일 ~ )는 독일의 전 축구 선수이며, 포지션은 골키퍼이다.
1974년 독일 올덴부르크에서 태어났으며, 17세에 분데스리가에 데뷔하였다.
2002년부터는 독일 국가대표팀에 합류하여 2002년 FIFA 월드컵과 2010년 FIFA 월드컵 주전 골키퍼로 활약하였다. 2002년 당시 소속팀 바이엘 레버쿠젠이 루시우, 미하엘 발라크 그리고 디미터르 베르바토프와 함께 트리플 러너업을 달성할 당시 주전 골키퍼를 맡으며 페널티 킥을 담당하여 일명 "골 넣는 골키퍼"로 알려졌다.
2010년 당시 소속팀 FC 바이에른 뮌헨이 UEFA 챔피언스리그 준우승을 달성할 때도 늙은 나이임에도 불구하고 골문을 맡으면 상당히 안정적인 모습을 보여주었다. 2011년에는 같은 팀 소속 후배인 토마스 크라프트나 독일 대표팀 후배인 마누엘 노이어, 레네 아들러를 자신의 후계자로 점찍으며 2011-12 시즌을 끝으로 은퇴하였다.